# Synagoga Pereca Grinberga w Łodzi
Synagoga Pereca Grinberga w Łodzi – prywatny dom modlitwy znajdujący się w Łodzi przy ulicy Rzgowskiej 2.
Synagoga została zbudowana w 1901 roku z inicjatywy Pereca Grinberga. Podczas II wojny światowej hitlerowcy zdewastowali synagogę.